# Viaduc ferroviaire du Pecq
Le viaduc ferroviaire du Pecq est un pont ferroviaire traversant la Seine là où les deux rives sont sur la commune du Pecq et en s'appuyant sur l'île Corbière, elle aussi au Pecq. Il s'agit d'un ouvrage d'art de la ligne de Paris-Saint-Lazare à Saint-Germain-en-Laye.

## Historique
À l'origine, les deux ponts étaient constitués de madriers sur des piles en maçonneries. En 1885, ils sont remplacés par des tabliers métalliques.
Le viaduc est en partie détruit en août 1944.

## Galerie de photographies

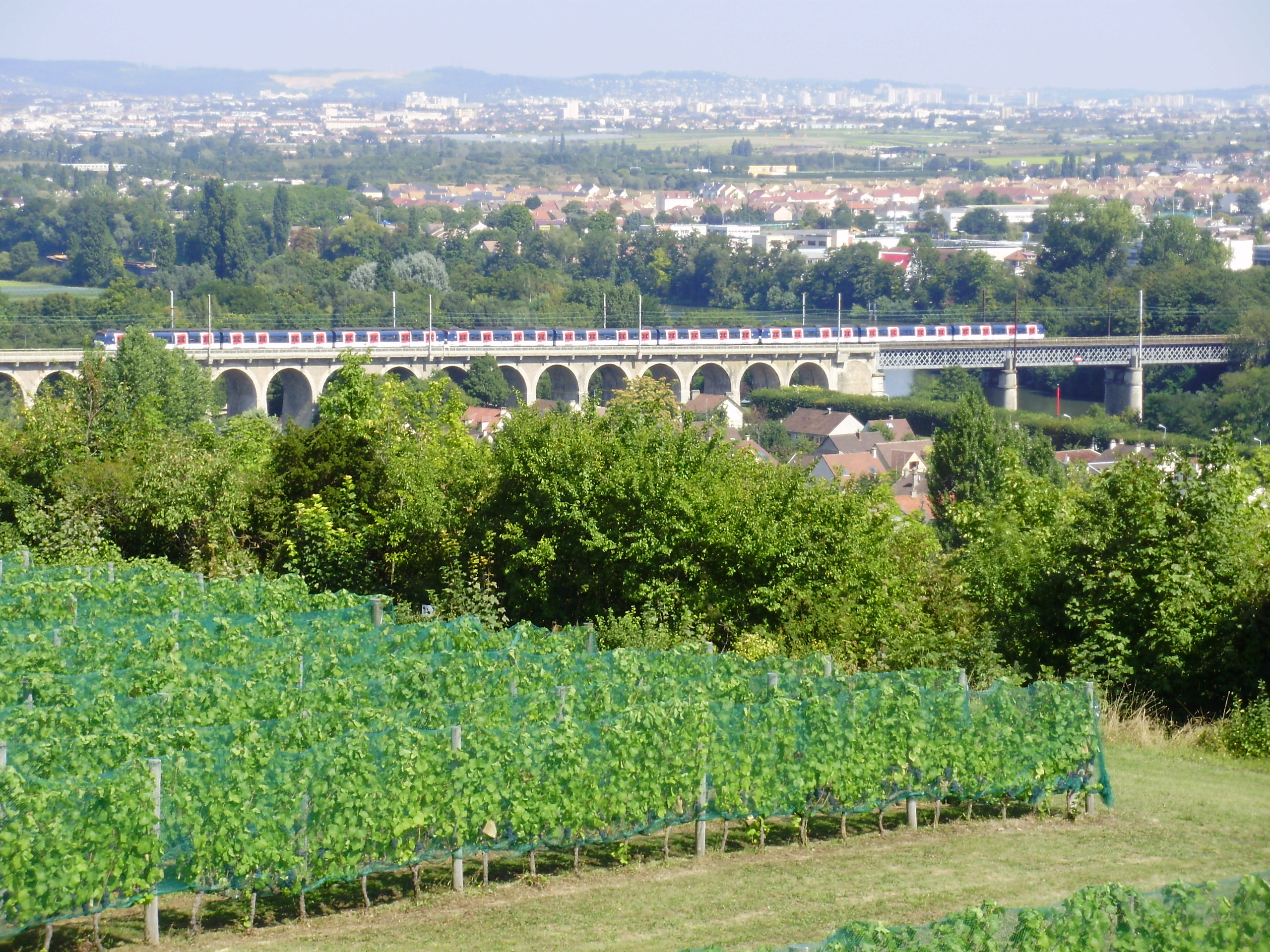
Viaduc vu depuis la petite terrasse de Saint-Germain-en-Laye.
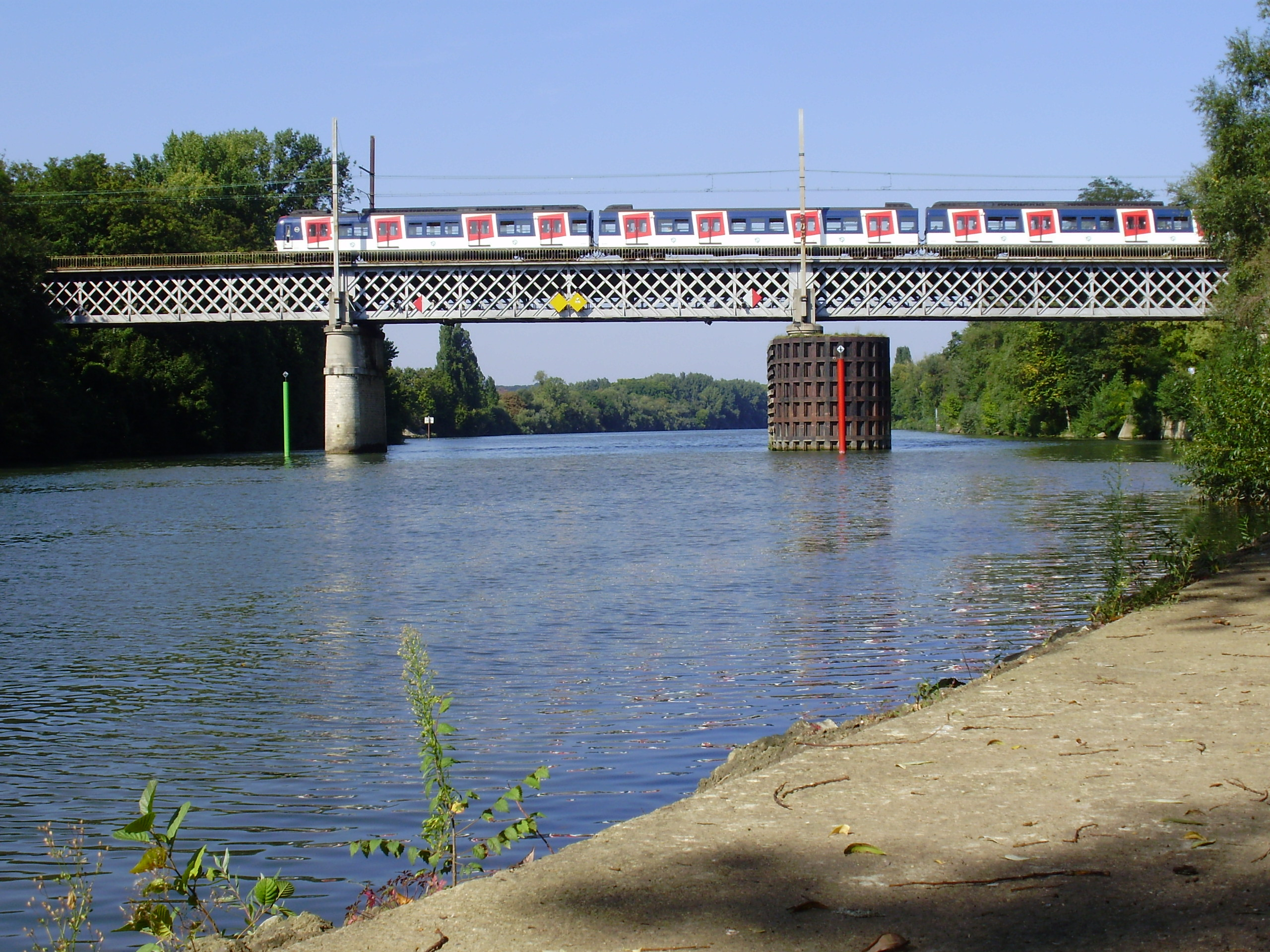
Viaduc vu depuis le boulevard Folke-Bernadotte (côté sud du viaduc) au Pecq.
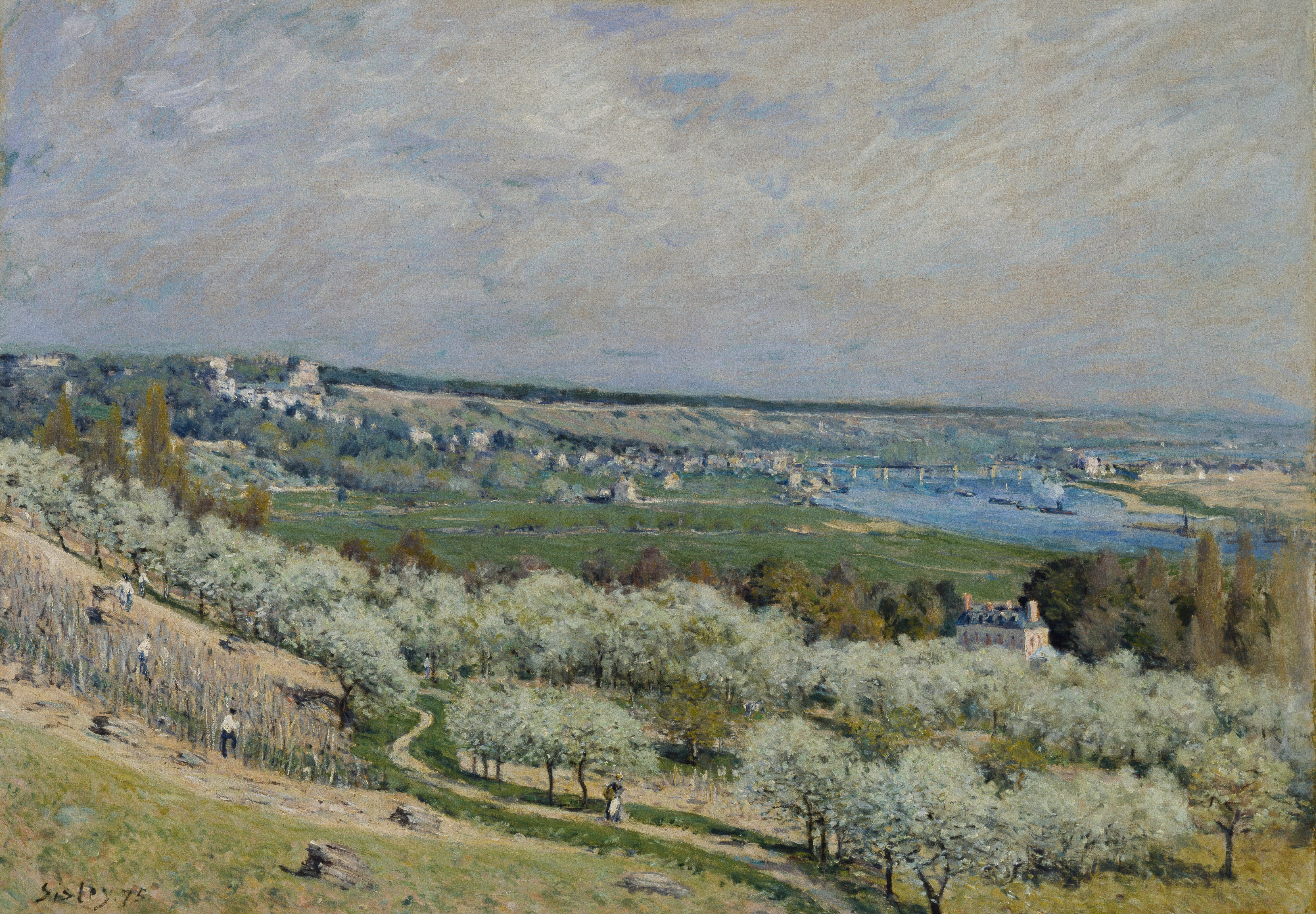
Le pont dans La Terrasse à Saint-Germain, Printemps (1875) par Alfred Sisley, Walters Art Museum, Baltimore.